# 運輸大臣 (英國)
運輸大臣（英語：Secretary of State for Transport）是英國政府的內閣大臣之一，負責掌管英國運輸部。
現任運輸大臣是艾凱迪，自2024年7月5日就任。

## 歷史
2003年至2007年6月期間，運輸大臣與蘇格蘭事務大臣為同一人。2007年6月28日，首相戈登·布朗將蘇格蘭事務大臣的職務分配予國防大臣彭德。

## 外部連結
- Track record: Transport secretaries （页面存档备份，存于）